# Troglodytidae
Los troglodítidos (Troglodytidae) son una familia de aves paseriformes que comprende 88 especies en 19 géneros. Se halla distribuida por toda América, de donde es originaria la familia, salvo una especie, Troglodytes troglodytes, que puebla el Paleártico. 
Comúnmente se denominan chochines, saltaparedes, cucaracheros, sotorreyes, matracas y matraquitas. La mayoría son pájaros insectívoros, que se alimentan de tanto de insectos adultos, como de larvas y orugas, y también arañas... aunque algunas especies comen también frutos, bayas, moluscos, etc. y en invierno pueden comer semillas si falta el alimento. Tienen el típico pico fino y puntiagudo de las aves insectívoras, que les permite la caza de los insectos que ingieren. Algunas de sus especies se hallan entre los pájaros más pequeños de envergadura de América. Son aves con plumajes de tonos apagados y poco llamativos, para mejorar su camuflaje. Suelen ser de plumaje grises, pardos o rojizos mezclados, con zonas negras o blancas. En su plumaje están completamente ausentes los colores verdes, amarillos o azules. 
En la familia existen grupos con grandes diferencias de costumbres y morfología. Varias especies son divagantes cubriendo grandes distancias desde su área de alimentación a su área de cría.

## Descripción
Los cucaracheros son pájaros medianos-pequeños a muy pequeños. El cucarachero euroasiático se encuentra entre las aves más pequeñas de su área de distribución, mientras que las especies más pequeñas de las Américas se encuentran entre los paseriformes más pequeños de esa parte del mundo. Varían en tamaño desde la ratona cantarina, cuyo promedio es inferior a 10 cm y 9 g, al cucarachero de Chiapas, que tiene un promedio de 22 cm y pesa casi 50 g. Los colores dominantes de su plumaje son generalmente monótonos, compuestos de gris, marrón, negro y blanco, y la mayoría de las especies muestran algunas barras, especialmente en la cola o las alas. No se observa dimorfismo sexual en el plumaje de los cucaracheros, y existe poca diferencia entre las aves jóvenes y los adultos. Todos tienen picos bastante largos, rectos o marginalmente decurvados (curvados hacia abajo).
Los cucaracheros tienen cantos ruidosos y a menudo complejos, a veces interpretados en dúo por una pareja. Los cantos de los miembros de los géneros Cyphorhinus y Microcerculus se han considerado especialmente agradables para el oído humano, lo que ha dado lugar a nombres comunes como cucarachero gaitero, cucarachero musical, cucarachero flautista, y cucarachero ruiseñor sureño.

## Distribución y hábitat

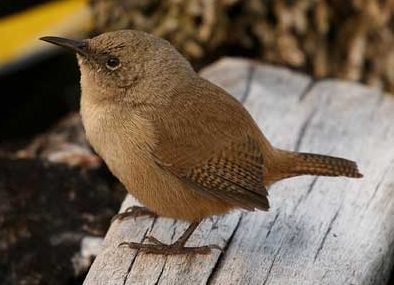
El chochín de Cobb es un ave endémica insular, restringida a las Islas Malvinas.

Los chochines son principalmente una familia del Nuevo Mundo, distribuida desde Alaska y Canadá hasta el sur de Argentina, con la mayor riqueza de especies en el Neotrópico. Como sugiere su nombre, el chochín euroasiático es la única especie de chochín que se encuentra fuera del continente americano, como restringida a Europa, Asia y norte de África (antiguamente se consideraba conespecífica con el chochín hiemal y el chochín del Pacífico de Norteamérica). Entre las especies insulares se encuentran el chochín Clarión y el chochín del Socorro de las Islas Revillagigedo en el Océano Pacífico, y el chochín de Cobb en las Islas Malvinas, pero pocas islas del Caribe tienen una especie de chochín, con sólo el reyezuelo casero sureño en las Antillas Menores, el reyezuelo de Cozumel de isla Cozumel, y el muy restringido reyezuelo de Zapata en un solo pantano en Cuba. 
Las distintas especies se encuentran en una gran variedad de hábitats, desde terrenos secos y poco arbolados hasta selvas tropicales. La mayoría de las especies se encuentran principalmente en niveles bajos, pero los miembros del género Campylorhynchus se encuentran con frecuencia a mayor altura, y los dos miembros de Odontorchilus están restringidos al dosel del bosque. Unas pocas especies, en particular el reyezuelo euroasiático y el reyezuelo común, se asocian a menudo con los seres humanos. La mayoría de las especies son residentes y permanecen en América Central y del Sur todo el año, pero las pocas especies que se encuentran en regiones templadas del Hemisferio Norte son parcialmente migratorias y pasan el invierno más al sur.

## Comportamiento y ecología
Los chochines varían desde especies muy reservadas, como las del género Microcerculus, hasta el muy llamativo género Campylorhynchus, cuyos miembros cantan con frecuencia desde perchas expuestas. La familia en su conjunto muestra una gran variación en su comportamiento. Las especies de zonas templadas suelen vivir en parejas, pero algunas especies tropicales pueden vivir en grupos de hasta veinte aves.
Los chochines construyen nidos en forma de cúpula y pueden ser monógamos o poligámicos, dependiendo de la especie.
Aunque se sabe poco sobre los hábitos alimenticios de muchas de las especies neotropicales, los chochines se consideran principalmente insectívoros, comiendo insectos, arañas y otros pequeños artrópodos. Muchas especies también toman materia vegetal como semillas y bayas, y algunas (principalmente las especies más grandes) pequeñas ranas y lagartijas. Se ha registrado al chochín euroasiático vadeando aguas poco profundas para capturar pequeños peces y renacuajos; el chochín de Sumichrast y el chochín de Zapata toman caracoles; y existen registros de el chochín gigante y el chochín palustre atacando y comiendo huevos de aves (en esta última especie, incluso huevos de congéneres).  Un nombre local en español para el chochín gigante y el chochín bicolor es "chupahuevo".  El chochín llanero y el chupahuevo a veces destruyen los huevos de los pájaros, y se ha registrado que el chochín rufo y blanco mata a los polluelos, pero parece que lo hace para eliminar posibles competidores alimentarios y no para alimentarse de los huevos o los polluelos.  Varias especies de chochines neotropicales participan a veces en bandadas de especies mixtas o siguen a las hormigas, y el chochín euroasiático puede seguir a tejones para capturar presas que ellos perturban.

## Géneros y especies
Esta familia agrupa a 19 géneros y en 88 especies, de las cuales Troglodytes troglodytes es la única no oriunda de América. Estos son los géneros y especies que conforman esta familia de acuerdo con los estudios genéticos y filogenético, y siguiendo el orden de la clasificación del Congreso Ornitológico Internacional (IOC - Versión 4.4, 2014):
Género Campylorhynchus
- Campylorhynchus zonatus
- Campylorhynchus griseus
- Campylorhynchus jocosus
- Campylorhynchus brunneicapillus
- Campylorhynchus fasciatus
- Campylorhynchus chiapensis
- Campylorhynchus megalopterus
- Campylorhynchus rufinucha
- Campylorhynchus humilis
- Campylorhynchus capistratus
- Campylorhynchus gularis
- Campylorhynchus nuchalis
- Campylorhynchus turdinus
- Campylorhynchus albobrunneus
- Campylorhynchus yucatanicus

Género Odontorchilus
- Odontorchilus branickii
- Odontorchilus cinereus

Género Salpinctes
- Salpinctes obsoletus

Género Catherpes
- Catherpes mexicanus

Género Hylorchilus
- Hylorchilus navai
- Hylorchilus sumichrasti

Género Cinnycerthia
- Cinnycerthia fulva
- Cinnycerthia peruana
- Cinnycerthia unirufa
- Cinnycerthia olivascens

Género Cistothorus
- Cistothorus apolinari
- Cistothorus palustris
- Cistothorus meridae
- Cistothorus stellaris
- Cistothorus platensis

Género Thryomanes
- Thryomanes bewickii

Género Ferminia
- Ferminia cerverai

Género Pheugopedius
- Pheugopedius genibarbis
- Pheugopedius coraya
- Pheugopedius mystacalis
- Pheugopedius euophrys
- Pheugopedius fasciatoventris
- Pheugopedius atrogularis
- Pheugopedius spadix
- Pheugopedius sclateri
- Pheugopedius felix
- Pheugopedius eisenmanni
- Pheugopedius rutilus
- Pheugopedius maculipectus

Género Thryophilus
- Thryophilus sernai
- Thryophilus rufalbus
- Thryophilus nicefori
- Thryophilus sinaloa
- Thryophilus pleurostictus

Género Cantorchilus
- Cantorchilus thoracicus
- Cantorchilus leucopogon
- Cantorchilus modestus
- Cantorchilus zeledoni
- Cantorchilus semibadius
- Cantorchilus nigricapillus
- Cantorchilus superciliaris
- Cantorchilus leucotis
- Cantorchilus guarayanus
- Cantorchilus longirostris
- Cantorchilus griseus
- Cantorchilus elutus

Género Thryothorus
- Thryothorus ludovicianus

Género Troglodytes
- Troglodytes aedon
- Troglodytes cobbi
- Troglodytes sissonii
- Troglodytes tanneri
- Troglodytes rufociliatus
- Troglodytes ochraceus
- Troglodytes solstitialis
- Troglodytes monticola
- Troglodytes rufulus
- Troglodytes troglodytes
- Troglodytes pacificus
- Troglodytes hiemalis

Género Thryorchilus
- Thryorchilus browni

Género Uropsila
- Uropsila leucogastra

Género Henicorhina
- Henicorhina leucoptera
- Henicorhina leucophrys
- Henicorhina leucosticta
- Henicorhina negreti

Género Microcerculus
- Microcerculus ustulatus
- Microcerculus marginatus
- Microcerculus philomela
- Microcerculus bambla

Género Cyphorhinus
- Cyphorhinus thoracicus
- Cyphorhinus aradus
- Cyphorhinus phaeocephalus

## Relación con el hombre
El chochín ocupa un lugar destacado en la cultura. El chochín euroasiático ha sido considerado durante mucho tiempo «el rey de los pájaros» en Europa. Matar a uno o acosar su nido se asocia con la mala suerte, como huesos rotos, rayos en las casas o lesiones en el ganado. El Día del reyezuelo, que se celebra en algunas partes de Irlanda el Día de San Esteban (26 de diciembre), presenta un reyezuelo falso que se pasea por la ciudad en un poste decorativo; hasta el siglo XX, se cazaban pájaros reales con este fin. Un posible origen de la tradición es la venganza por la traición de San Esteban por parte de un ruidoso chochín cuando intentaba esconderse de sus enemigos en un arbusto.
El chochín de Carolina (Thryothorus ludovicianus) es el ave estatal de Carolina del Sur desde 1948, y figura en el reverso de su moneda estatal. El farthing británico presentaba un reyezuelo en el reverso desde 1937 hasta su desmonetización en 1960. El chochín de cactus (Campylorhynchus brunneicapillus) fue designado ave estatal de Arizona en 1931.
El Women's Royal Naval Service del Reino Unido (en español: Servicio Real Naval de Mujeres- WRNS por sus siglas en inglés) recibía el apodo de Wrens (Chochines), basado en el acrónimo WRNS. Tras la integración del Women's Royal Navy Service en la Royal Navy en 1993, el título de Wren desapareció del uso oficial, aunque extraoficialmente se sigue llamando Wrens a las mujeres marineras. 

Cuarto del Estado de Carolina del Sur (izq) y Farthing Británico (der) ambas poseen figuras de chochines
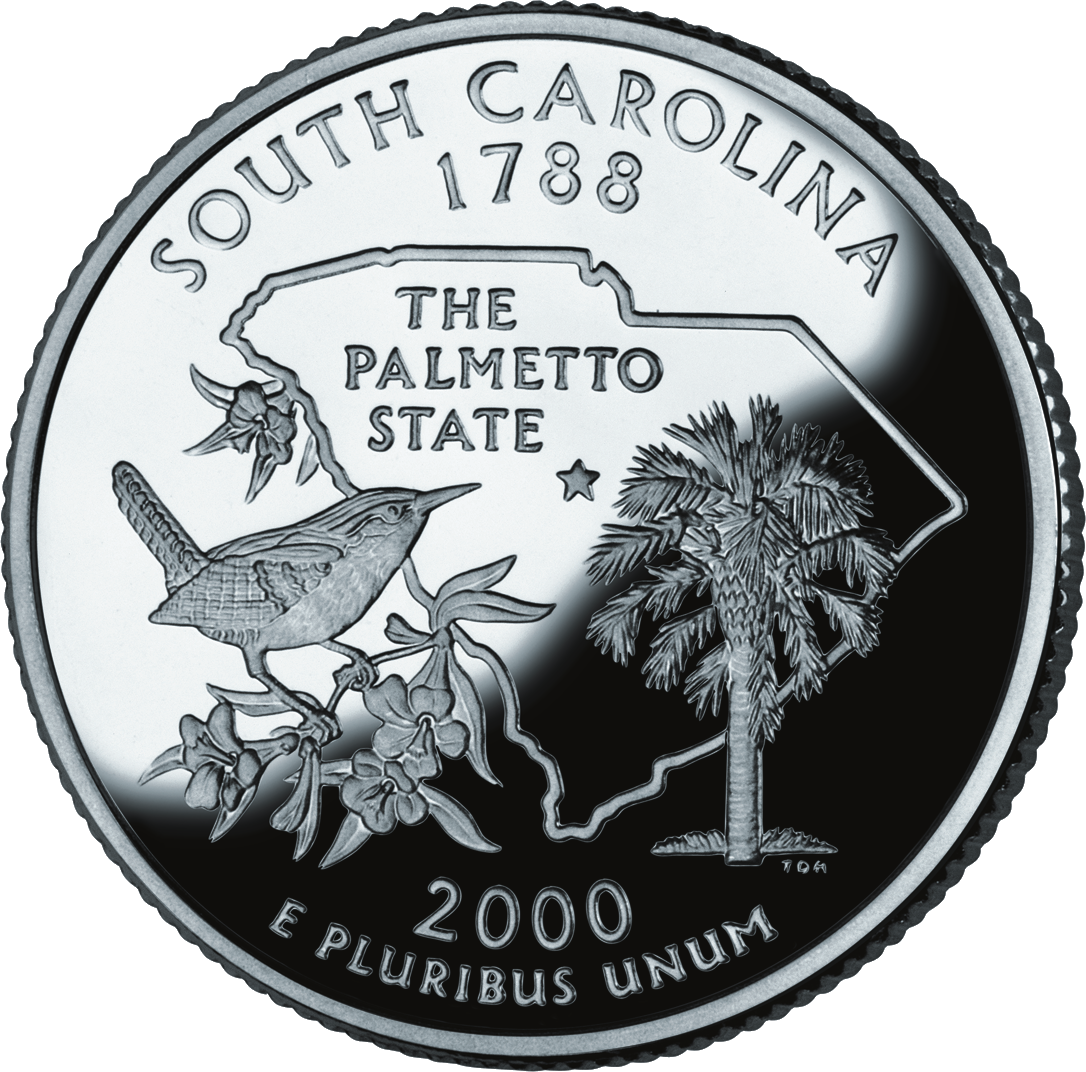
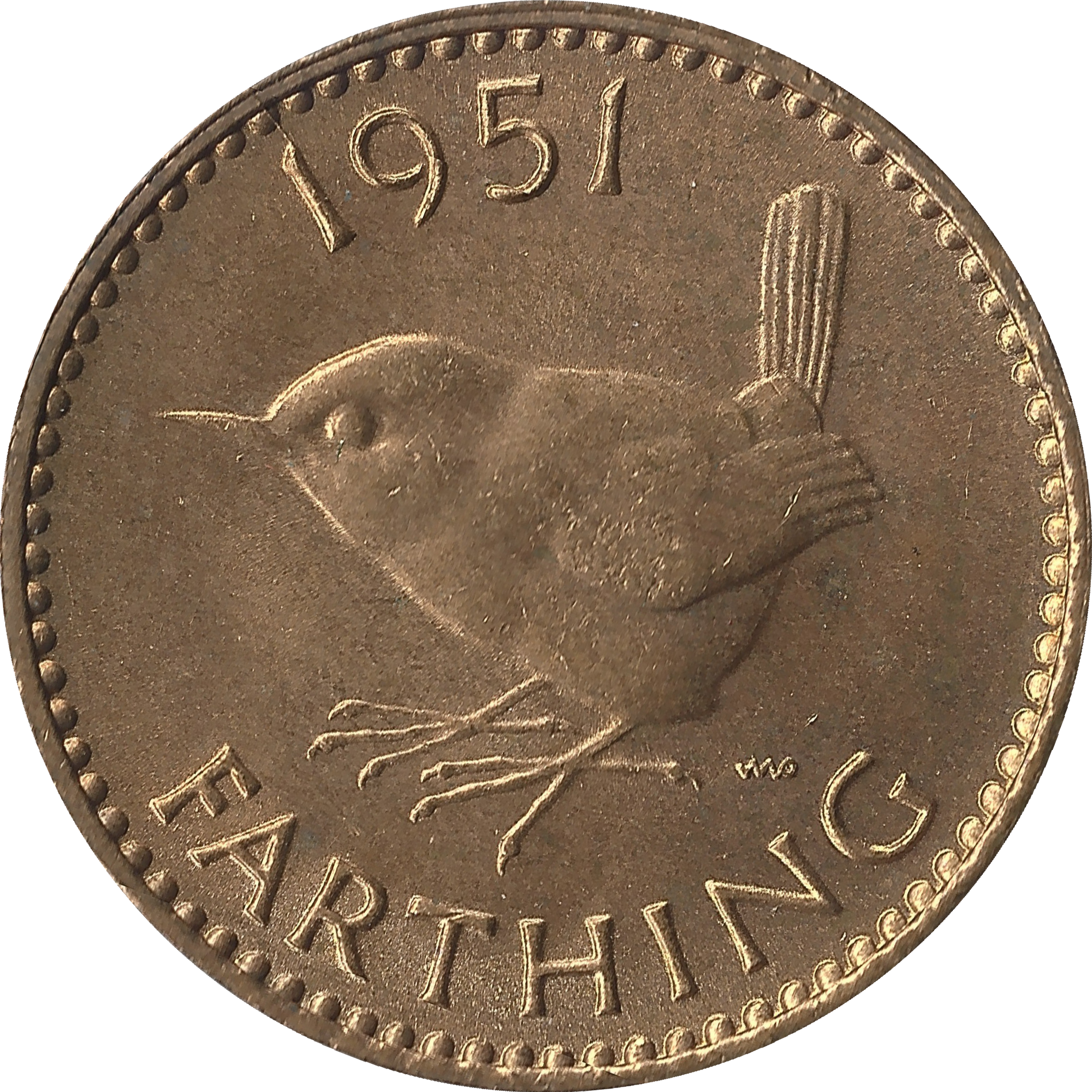